# We the People (sito web)
We the People è una sezione del sito web whitehouse.gov lanciato il 22 settembre 2011, che permette di presentare petizioni di firme agli esperti di politica dell'amministrazione. Quelle che superano un quorum predeterminato vengono in genere esaminate dai funzionari dell'amministrazione, dai quali ottengono risposte ufficiali.
Le petizioni non possono aver ad oggetto procedimenti penali in corso negli Stati Uniti e altri processi del governo federale. Il sito è uno strumento di pubbliche relazioni della Casa Bianca che mette a disposizione dei cittadini un punto di incontro e di ascolto. Il 23 agosto 2012, il direttore della strategia digitale della Casa Bianca Macon Phillips ha rilasciato su GitHub il codice sorgente della piattaforma con licenza GPLv2. Il 19 dicembre 2017, l'amministrazione Trump ha annunciato l'intenzione di chiudere temporaneamente il sito Web e di sostituirlo con una «nuova piattaforma [che] farebbe risparmiare ai contribuenti più di un milione di dollari all'anno».

## Panoramica introduttiva
La partecipazione al sito è libera e gratuita. Per creare una petizione, gli utenti sono tenuti a registrare un account sul sito whitehouse.gov. Per firmare una petizione, gli utenti devono solo fornire il loro nome e un indirizzo e-mail nel quale ricevono un'e-mail contenente un link di conferma. Per firmare una petizione, non è necessario disporre di un account whitehouse.gov.
Secondo le regole di Tom Cochran, ex direttore della tecnologia durante l'amministrazione Obama, una petizione doveva raggiungere 150 firme (pari al numero di Dunbar) entro 30 giorni per apparire nel risultati del motore di ricerca di WhiteHouse.gov. Raggiunto il quorum di 100.000 firme in 30 giorni, la petizione aveva diritto a ricevere una risposta ufficiale.

Il 1º settembre 2011, la soglia era stata fissata a 5.000,, prontamente elevate a 25.000 il 3 ottobre e nuovamente a 100.000 il 15 gennaio 2013. Il dominio The White House in genere negava un commento alle petizioni relative a indagini in corso.
Il primo giorno d'insediamento dell'amministrazione Trump, furono annullate (ufficialmente archiviate) tutte le petizioni aperte su "We the People", al posto delle quali furono create due petizioni - entrambe il primo giorno - che furono anche le uniche a superare la soglia delle 100.000 firme entro la prima settimana , mentre il conteggio delle firme sembrava non funzionare per le altre petizioni create in seguito.  Sebbene il problema fosse stato risolto, l'amministrazione Trump non rispose a nessuna delle petizioni fino a marzo del 2018.

## Statistiche
Il 13 agosto 2013, il sito web del Washington Post ha pubblicato un articolo inerente a 30 petizioni che erano state lasciate senza risposta per una media di 240 giorni sebbene avessero tutte raggiunto il numero minimo previsto. L'articolo citò il sito web www.whpetitions.info nato per segnalare i casi di petizioni indebitamente ignorate dall'amministrazione.
Dal 16 ottobre 2016, 323 petizioni nel sito della Casa Bianca hanno raggiunto le soglie minime previste. La Casa Bianca ha risposto a 321 di esse (una quota pari al 99%) con un tempo medio di attesa di 117 giorni.

## Critiche
Il dibattito su We the People si è concentrato sui suoi problemi tecnici e politici, sulla funzione di un simile sistema all'interno di una democrazia, sull'effettiva volontà dell'amministrazione di rispondere alle petizioni, dati i casi ignorati per mesi o anni,  e sul divario digitale che esclude le comunità povere o impossibilitate a collegarsi a Internet da ogni possibilità di partecipazione.
Gil Kerlikowske, direttore dell'Ufficio per la politica nazionale di controllo della droga, fu incaricato dalla Casa Bianca di rispondere alle petizioni relative alla legalizzazione della marijuana. La sua nomina fu però contestata poiché la risposta non poteva essere svincolata dalla sua carica in base all'Office of National Drug Control Policy Reauthorization Act del 1998, che impone al direttore di opporsi a tutti i tentativi di legalizzare l'uso di droghe illecite in qualsiasi forma.
Durante le prime settimane della presidenza di Donald Trump, The Independent e The AV Club hanno riferito che molte petizioni popolari sembravano non salvare o ricevere alcuna firma. Inoltre, alcuni URL delle petizioni puntavano a pagine di errore. Macon Phillips, l'ideatore di We the People, ha dichiarato a BuzzFeed News che l'inconveniente era dipeso da problemi di svuotamento della cache e che l'amministrazione di Trump non aveva ancora compreso il funzionamento della piattaforma.
Le firme non sono autenticate da un documento di identità che possa impedire di firmare più volte la stessa petizione, e fondamento per un risultato certificato. Inoltre manca il riconoscimento di diritti quali l'obbligo di garantire la continuità operativa del servizio web in caso di anomalie o malfunzionamenti, l'obbligo di una risposta pubblica, un diritto di replica dei proponenti e l'eventuale deposito di testi di legge di iniziativa popolare sanciti da una legge ordinaria piuttosto che da un regolamento operativo interno (e revocabile).
 
Sebbene il codice sorgente sia aperto, il fatto che l'hosting del sito non sia gestito da soggetti terzi e indipendenti dal destinatario delle petizioni (whitehouse.gov) impedisce di prevenire un uso politico strumentale degli inconvenienti tecnici.